# Puget Sound Naval Shipyard
Puget Sound Naval Shipyard (oficiální název Puget Sound Naval Shipyard and Intermediate Maintenance Facility, PSNS & IMF) je americká loděnice nacházející se v Pugetově zálivu na okraji města Bremerton ve státě Washington. Založena byla roku 1891. V minulosti nesla též jména Puget Sound Navy Yard, Bremerton Navy Yard a Bremerton Naval Complex. V loděnici probíhá údržba a modernizace válečných lodí. V minulosti se věnovala i stavbě válečných lodí. Dále je místem likvidace vyřazených plavidel s jaderným pohonem v programu Ship-Submarine Recycling Program (SRP) a místem uložení vyřazených amerických válečných lodí z Rezervní flotily námořnictva Spojených států amerických.

## Postavená plavidla

### Těžké křižníky

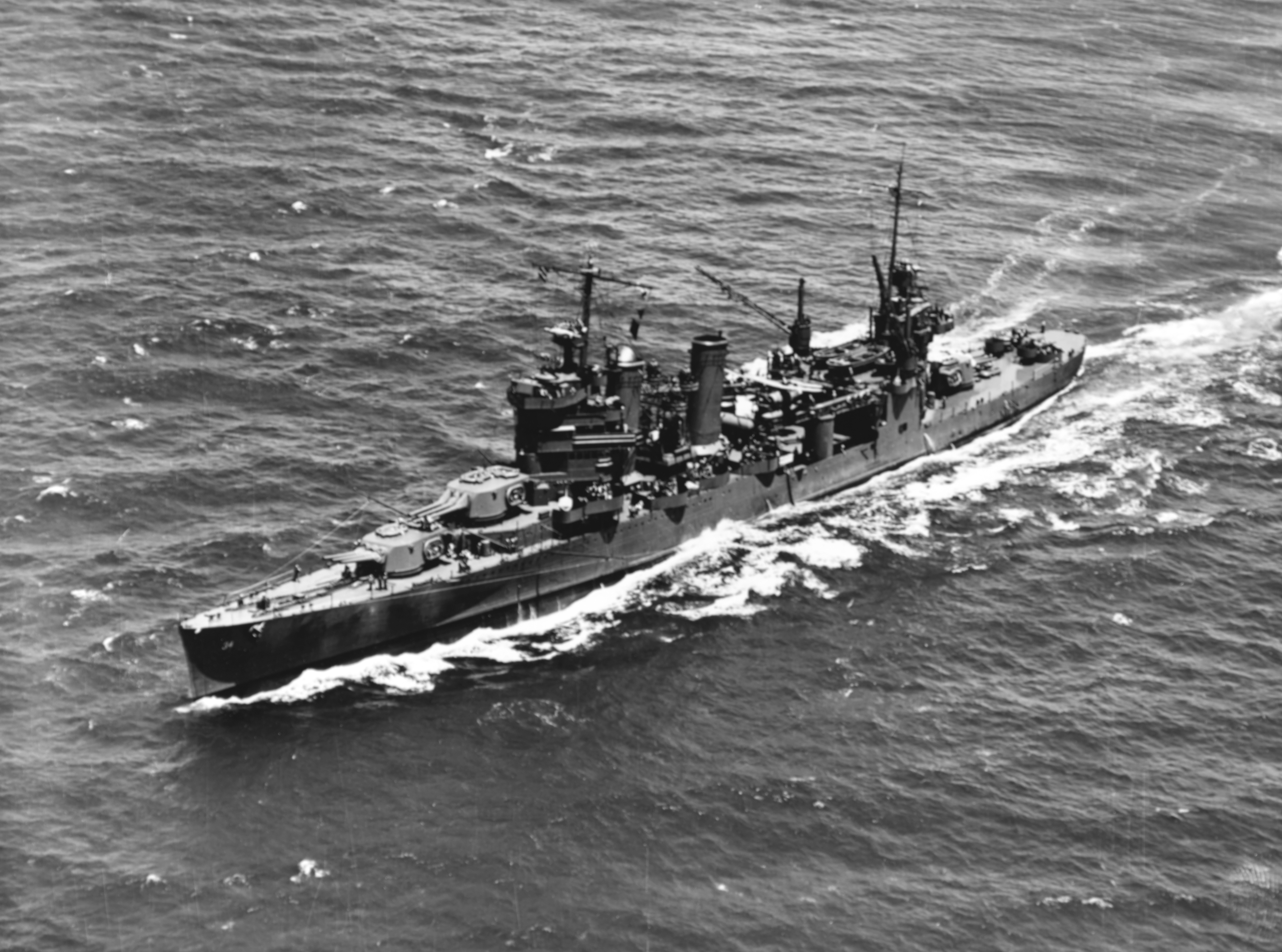
USS Astoria (CA-34)

- Třída New Orleans
  - USS Astoria (CA-34)

- Třída Northampton
  - USS Louisville (CA-28)

### Torpédoborce

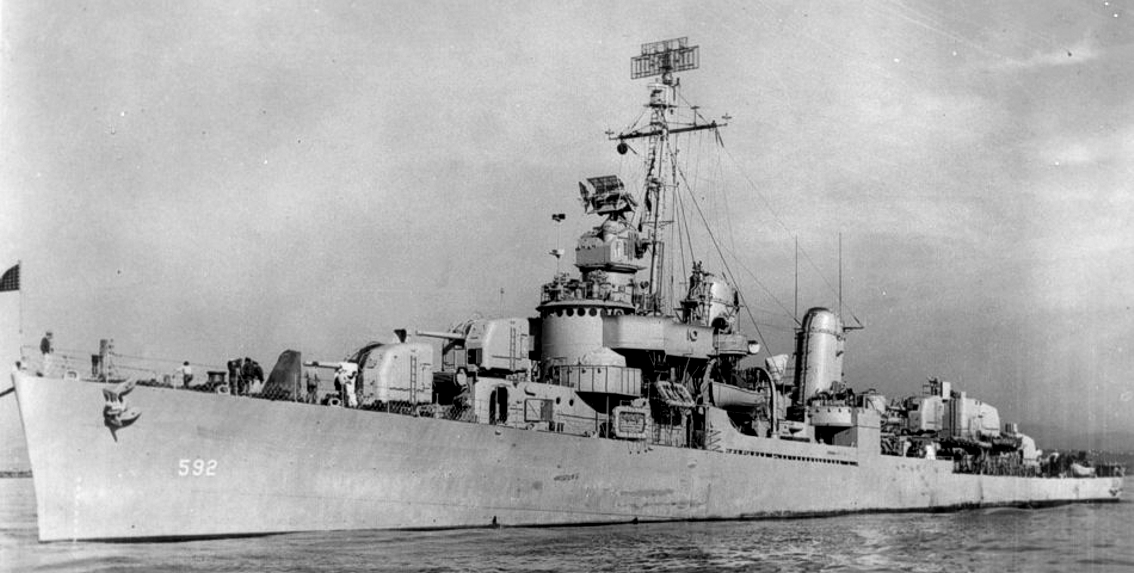
USS Howorth (DD-592)

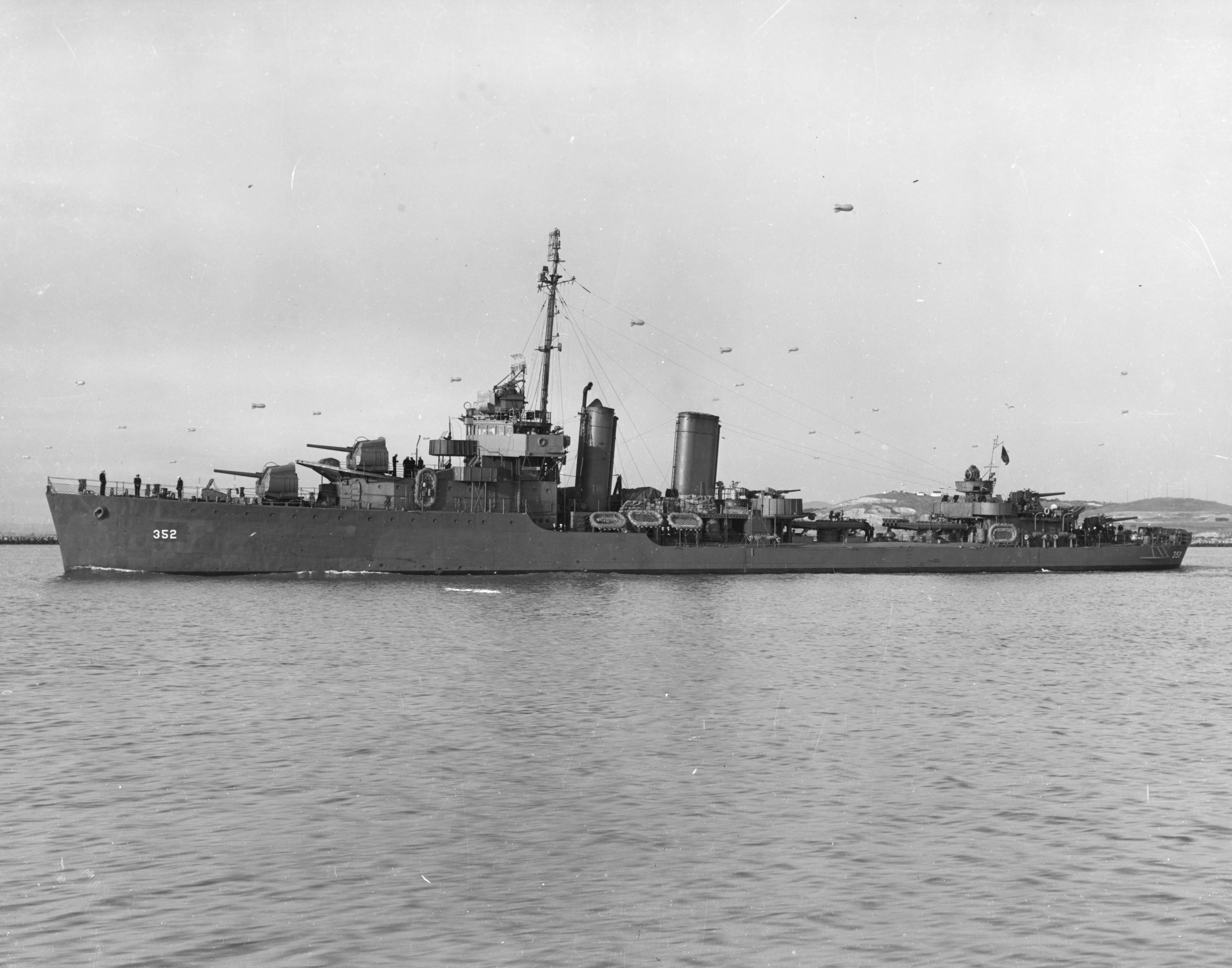
USS Worden (DD-352)

- Třída Fletcher
  - USS Halford (DD-480)
  - USS Leutze (DD-481)
  - USS Howorth (DD-592)
  - USS Killen (DD-593)
  - USS Hart (DD-594)
  - USS Metcalf (DD-595)
  - USS Shields (DD-596)
  - USS Wiley (DD-597)

- Třída Gleaves
  - USS Monssen (DD-436)

- Třída Benson
  - USS Charles F. Hughes (DD-428)

- Třída Benham
  - USS Wilson (DD-408)

- Třída Bagley
  - USS Patterson (DD-382)
  - USS Jarvis (DD-393)

- Třída Mahan
  - USS Cushing (DD-376)
  - USS Perkins (DD-377)

- Třída Farragut
  - USS Worden (DD-352)

### Eskortní torpédoborce

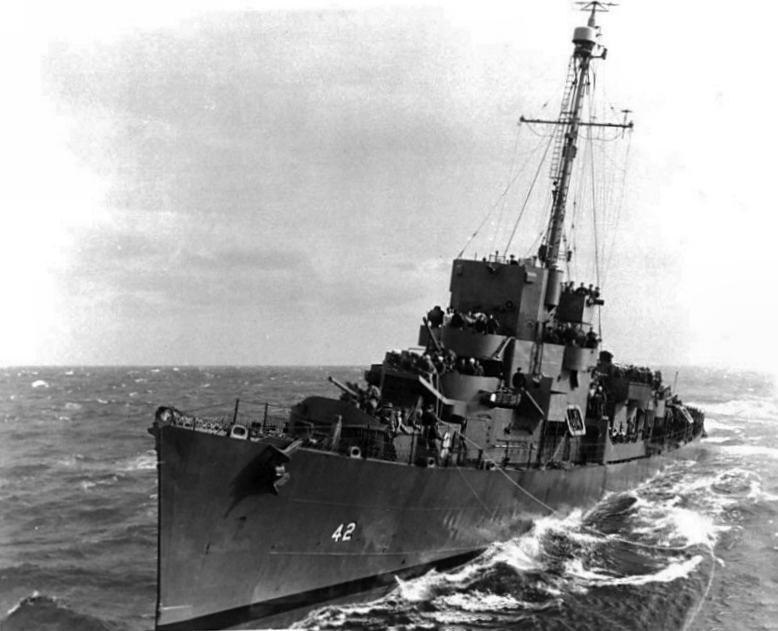
USS Reynolds (DE-42)

- Třída Evarts (8 ks, DE-37 až DE-44)

### Ponorky
- Třída H (6 ks) – sestaveny z dílů vyrobených společností British Pacific Construction and Engineering Company ve Vancouveru

### Pomocná plavidla
- Třída Sacramento (3 ks) – bojové zásobovací lodě
- Třída Samuel Gompers (2 ks) – tendr torpédoborců
- Třída Simon Lake (1 ks) – tendr ponorek

## Galerie

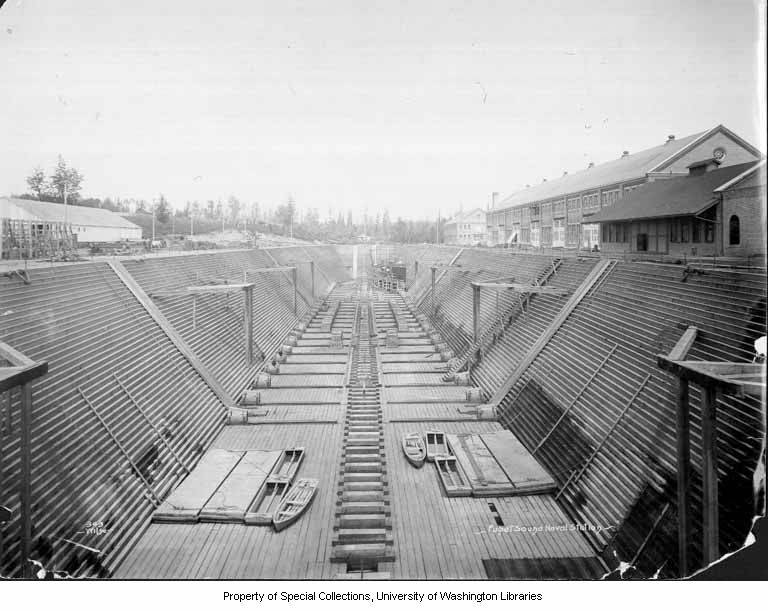
Suchý dok na snímku přibližně z let 1897–1900
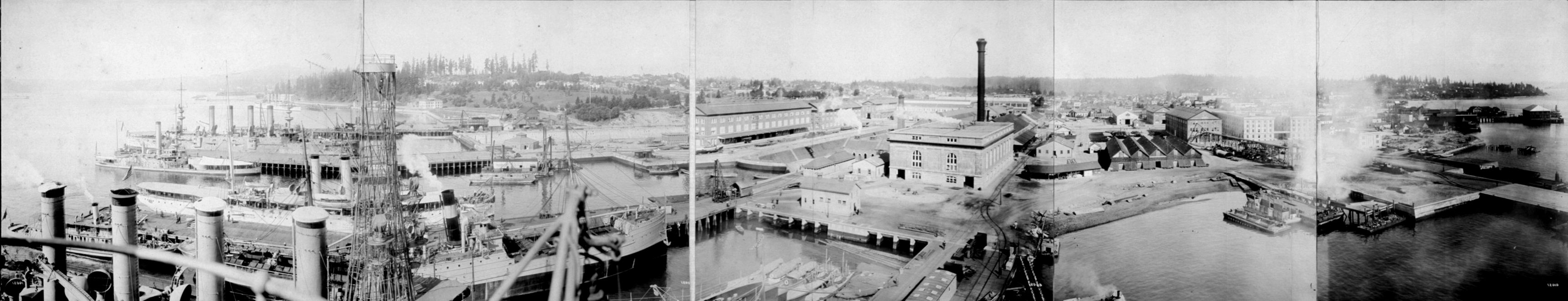
Loděnice v roce 1913
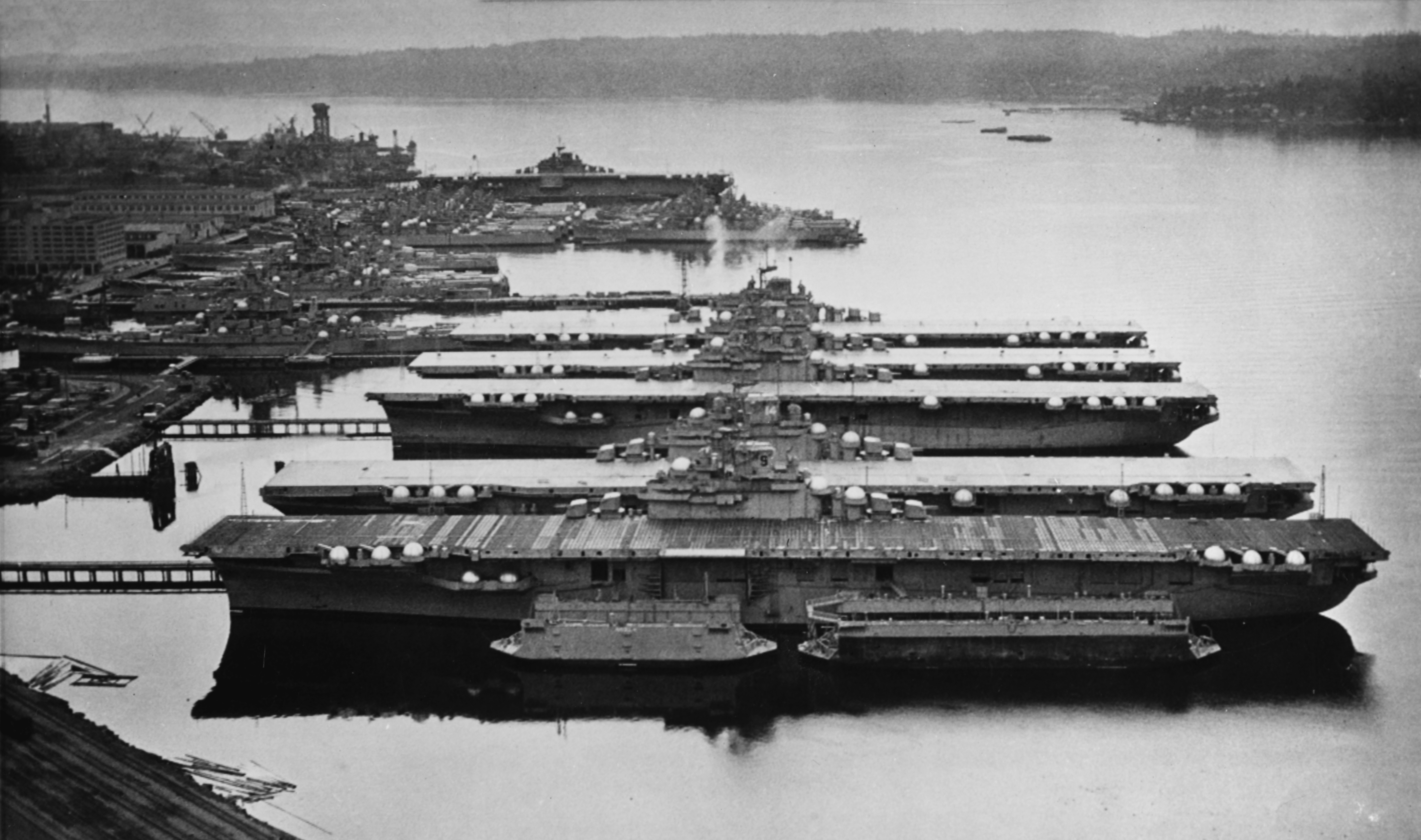
Vyřazené válečné lodě v loděnici Puget Sound Naval Shipyard
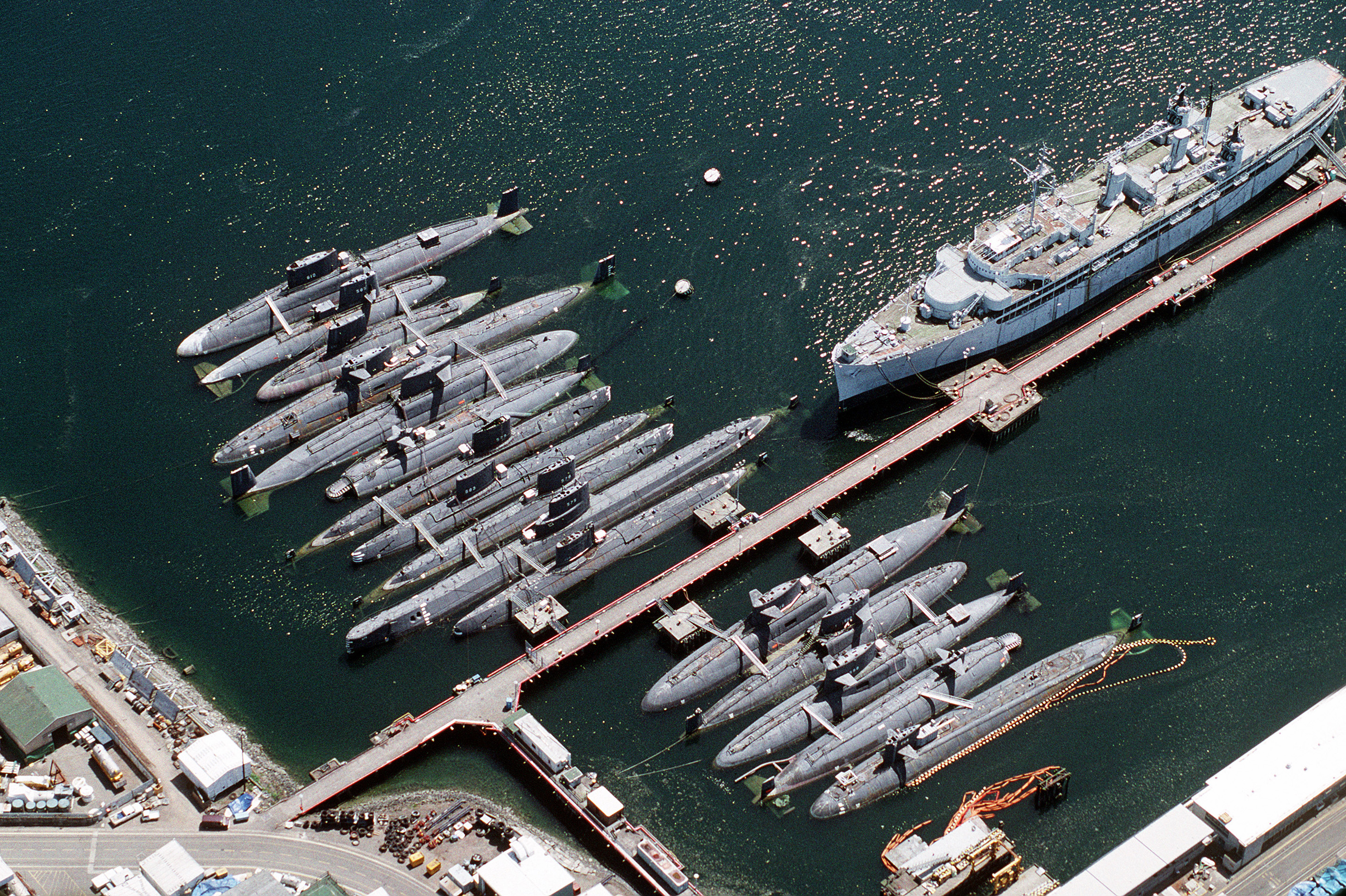
Vyřazené jaderné ponorky v roce 1993. Všechny čekají na likvidaci.
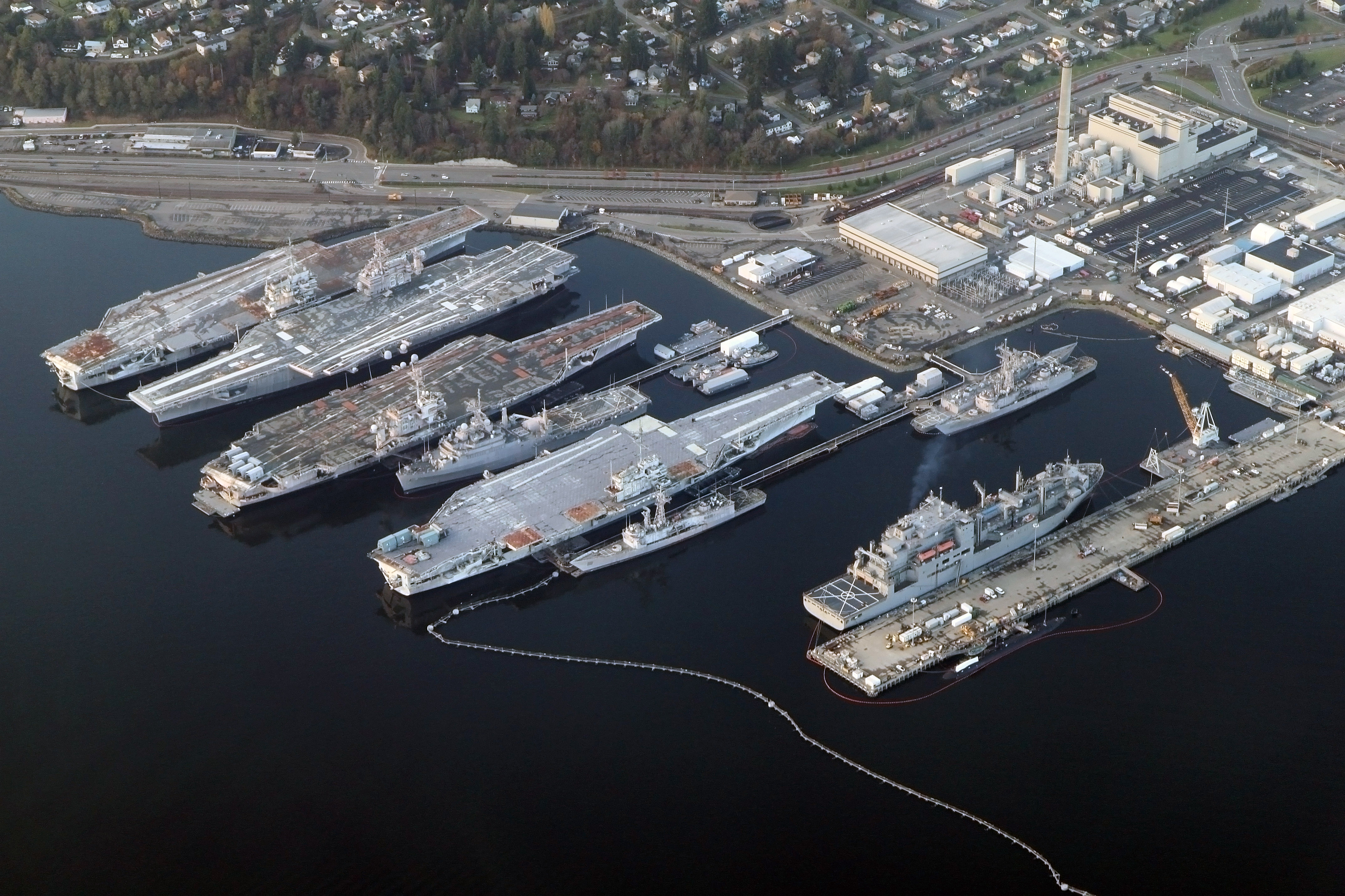
Čtyři vyřazené americké letadlové lodě zakotvené v Bremertonu v roce 2012. Jedná se o plavidla USS Independence (CV-62), USS Kitty Hawk (CV-63), USS Constellation (CV-64) a USS Ranger (CV-61). V jejich blízkosti kotví několik dalších válečných lodí a ponorek.